# شیمون هولوشی
شیمون هولوشی (مجاری: Hollósy Simon; ۲ فوریهٔ ۱۸۵۷ – ۸ مهٔ ۱۹۱۸) یک نقاش ارمنی‌تبار اهل مجارستان بود. وی یکی از بزرگترین نمایندگان نقاشان مجارستان سده نوزدهم در سبک واقع‌گرایی برشمرده می‌شود